# Cinc Ponts
Els Cinc Ponts és un indret del terme de Reus, al Baix Camp.
Són els terrenys d'allà on la Riera del Roquís o de Castellvell es reuneix amb la Riera de la Vidaleta, que més avall agafa el nom de Riera de la Beurada. Els cursos de les dues rieres fan de frontera entre el terme de Reus i el de Castellvell. L'indret està rodejat per Les Tries, Calderons, Els Estellers i Les Parellades.
El nom recorda un aqüeducte que tenia cinc arcades i que permetia al rec d'Almoster, construït entre 1444 i 1448, de travessar la riera de la Vidaleta, que allí és força ampla.